# Антропологическая школа уголовного права
Антропологи́ческая шко́ла уголо́вного пра́ва, также известная как Итальянская школа криминологии — одно из течений в теории уголовного права, доказывающее, что преступность имеет биологическую природу, вследствие чего преступника надо рассматривать с позиций антропологии. Основоположником этого направления считается Ч. Ломброзо .

## История
Зарождение этого направления относят к 1870-м годам, связывая его с именем врача-психиатра, профессора судебной медицины Ч. Ломброзо. В числе сподвижников итальянского врача называют юристов Э. Ферри и Р. Гарофало. Однако, по мнению В. Д. Спасовича и И. А. Ющенко, начало нового направления восходит к работам Б. Мореля, опубликовавшего в Париже в 1857 году «Учение о вырождениях человеческого рода». Труды же Ч. Ломброзо «Преступный человек» и «Криминальная антропология» вышли позднее: соответственно в 1876 году и в 1890 году.
Возникновению нового направления способствовали успехи естественных наук и новые достижения в области общественных наук в XIX веке. Всё это стало стимулом для переосмысления норм классического уголовного права. В уголовном праве получили распространение последние достижения медицины, такие как нейропатология, психиатрия, психопатология и др. В научный обиход вошли понятия эволюции, борьбы за существование, причинности и относительности. На волне этих изменений и на фоне реформирования методологии изучения уголовно-правовых вопросов и возникла антропологическая школа уголовного права.
Рост преступности, главным образом профессиональной, для противостояния которому классическая школа уголовного права не могла предложить адекватные меры, также сыграл свою роль в становлении нового направления. Последователи классического подхода полагали, что любому человеку в одинаковой мере присуща свобода воли и разум, данные от природы, что «субъекты преступления различаются только направлением воли». Приверженцы антропологической школы уголовного права считали, что свобода воли не имеет значения, когда речь идёт об уголовно-правовой оценке действий преступника. Они отстаивали новые взгляды «на преступление, наказание, вопросы вменяемости и другие уголовно-правовые институты». Последователи нового направления считали необходимым сближение теории и практики в уголовно-правовом деле, выступая против «догматического изучения уголовного права». Однако вопросы вменяемости и невменяемости, как правило, не были основным предметом рассмотрения, а изучались в контексте исследования «причин преступности, классификации преступников, возможности их исправления, определении целей наказания, особенностей его отбывания и др.».

## Теоретические взгляды представителей антропологической школы
По мнению Ломброзо и его единомышленников, преступник представляет собой особый биологический тип, который нельзя изменить в лучшую сторону, поскольку он уже родился преступником. Опираясь на методы антропометрических измерений, проведя многочисленные обследования, представители антропологической школы выделили черты, которые, как они считали, характеризуют преступника и позволяют отнести его к биологическому типу человека преступного (homo criminalis). По их мнению, эти качества человека преступного (представляющего разновидность homo sapiens) могут быть и наследственными, и приобретёнными. Причём для homo criminalis преступление столь же естественная неизбежность, как «рождение, смерть, зачатие, психическая болезнь».
На первом этапе Ломброзо выделял только один тип природного преступника — убийцу. Позже он разбил единый тип на три частных случая: прирождённый преступник, насильник и вор. Для каждого типа были свои характерные черты, получившие название «стигматы преступности». Большие скулы и челюсть, длинные зубы, тонкие губы, орлиный нос характеризовали убийцу. Бегающие глаза, редкая борода отличали вора. У склонных к половым преступлениям обращали на себя внимание длинные волосы и толстые губы. Придавая большое значение биологическим показателям преступника, Ломброзо проявлял особый интерес к «строению черепа, крови, биологической наследственности, влиянию психических и соматических болезней, алкоголизму», изучая их влияние при переходе от родителей к детям. Наследственность, по его мнению, играет роль своеобразного ключа, «который открывает все криминологические двери».
Такой взгляд на преступника как на особый биологический вид (обладающий врождёнными и неисправимыми качествами) давал основания Ломброзо и его школе предлагать новый подход к судебной практике. Они считали необходимым отменить суд и вместо него создать особые административные структуры, которые будут выявлять присутствие у человека характеристик homo criminalis. И в зависимости от результата предлагалось определять, какие меры безопасности (но не карательные меры) использовать по отношению к субъекту.

## Оценка идей Ломброзо
Мысль о том, что преступление имеет естественную природу, вызвала положительный отклик в научном мире, поскольку эта идея позволяла эмпирически исследовать преступление с позиций позитивизма. Она давала надежду на то, что уголовное право обретёт фундамент из опытных данных и превратится в своеобразную область естественных наук, решая свои вопросы методами точных дисциплин. А значит, и преступление как объект исследования станет в конечном итоге «вполне познаваемо и объясняемо». По мнению многих криминологов, с Ломброзо начался перевод уголовно-правовой науки в категорию эмпирических наук, что позволило отказаться от её априорных оснований.
Профессор М. П. Чубинский отмечал:
Можно отрицать учение о прирождѐнном преступнике, но не следует забывать, что основная идея Ломброзо, идея целесообразной борьбы с преступностью при помощи изучения преступного мира, оказалась глубоко жизненной и плодотворной.
Антропологические исследования учёного сыграли большую роль в создании новых способов изучения преступников. Заинтересовавшись феноменом «инструментальной детекции лжи», который исследовал Анджело Моссо), Ломброзо создал новый прибор, использовав его при допросе обвиняемых в 1881 году. В наши дни этот прибор получил название детектор лжи. Научное сообщество, имея необходимый опыт для оценки полиграфических процедур, считает полиграфологию лженаукой.
Однако первоначальный интерес к идеям Ломброзо о homo criminalis, одобрительно встреченным научным сообществом, сменился аргументированной критикой. Несмотря на появление новых подходов, иных направлений и течений в антропологической школе уголовного права биокриминальная суть её концепции с течением времени не претерпела принципиальных преобразований. И хотя взгляды приверженцев антропологической школы опровергнуты современной наукой, сами идеи всё ещё находят применение в разных теориях, посвященных происхождению преступности.
Сегодня в юридической науке при оценке преступного образа действий человека во главу угла ставится его социальное начало. И хотя медико-биологические, психические характеристики преступника, отклонения от нормы считаются важными при анализе, но они находятся в подчинении по отношению к социальному началу.